# Карскі (Островський повіт)
Карскі (пол. Karski) — село в Польщі, у гміні Острув-Велькопольський Островського повіту Великопольського воєводства.
Населення — 626 осіб (2011).

## Демографія
Демографічна структура станом на 31 березня 2011 року:
|          | Загалом | Допрацездатний вік | Працездатний вік | Постпрацездатний вік |
| -------- | ------- | ------------------ | ---------------- | -------------------- |
| Чоловіки | 305     | 68                 | 209              | 28                   |
| Жінки    | 321     | 68                 | 193              | 60                   |
| Разом    | 626     | 136                | 402              | 88                   |